# Gare de Bath Spa
 (août 2014).
Si vous disposez d'ouvrages ou d'articles de référence ou si vous connaissez des sites web de qualité traitant du thème abordé ici, merci de compléter l'article en donnant les références utiles à sa vérifiabilité et en les liant à la section « Notes et références ».
La gare de Bath Spa est une gare ferroviaire britannique de la Great Western Main Line, située au sud du centre de la ville de Bath dans l'Angleterre du Sud-Ouest.
Elle est gérée et desservie par Great Western Railway.

## Situation ferroviaire
La gare de Bath Spa est située à la distance de 106 miles et 71 chaînes (172 km) depuis la Gare de Paddington sur la Great Western Main Line entre les gares ouvertes de Chippenham et d'Oldfield Park.

## Histoire
La gare a été construite en 1840 pour la compagnie ferroviaire Great Western Railway par Brunel. C'est un bâtiment de style Tudor. La gare fut mise en service le 31 août 1840. À l'époque, la gare s'appelait Bath, mais en 1949, on lui donna son nom actuel de Bath Spa pour la distinguer de la gare de Bath Green Park.

## Service des voyageurs

### Desserte
Bath Spa est quotidiennement desservie par des trains à destination de Londres-Paddington, de Bristol-Temple Meads et à Cardiff-Central. La gare voit passer aussi des trains à destination d'Exeter, de Plymouth, de Penzance, de Westbury, de Salisbury, de Southampton et de Portsmouth.